# شوربجي

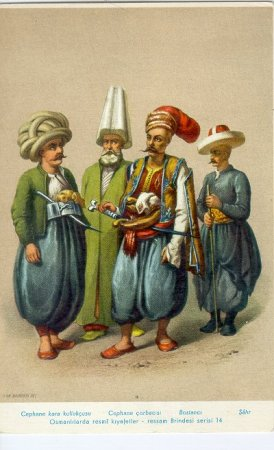
الرجل ذو الثوب الأخضر وظيفته "شوربجي". (جيوفاني جان برينديزي ، متحف الأزياء التركية القديمة في القسطنطينية بباريس ، 1855م القرن الرابع عشر الميلادي)

«شوربجي» كانت رتبة عسكرية مستخدمة في فيلق الإنكشارية في الإمبراطورية العثمانية، وتطلق على قائد الفوج العسكري (orta)، أي، ما يقابل تقريبا رتبة عقيد، وتعني حرفيًا «الشخص المسؤول عن الشوربة (الحساء)».
في العديد من المناطق ذات الغالبية المسيحية في الإمبراطورية العثمانية، مثل مقدونيا الحالية وصربيا وبلغاريا، بالإضافة إلى أجزاء كثيرة من شرق الأناضول، كان مصطلح «شوربجي» يستخدم أيضًا كلقب لأعضاء (مسيحيين) من النخبة الريفية ورؤساء القرى والمجتمعات الريفية الأخرى والفلاحين الأغنياء، وظفهم العثمانيون في مناصب إدارية مختلفة مثل منصب جابي الضرائب وفي المحاكم. توقف استخدام هذا المصطلح إلى حد كبير في بلغاريا بعد استقلالها عن الدولة العثمانية في القرن التاسع عشر. أثناء الحكم العثماني، استخدم هذا اللقب الوظيفي بمعنى «العمدة» في المجتمعات المسيحية اليونانية في كامل منطقة تراقيا وفي غرب آسيا الصغرى.
لا تزال الكلمة مستخدمة باللغتين التركية والبلغارية العاميتين بمعنى «رئيس». وهي أيضًا كلمة عامية واسم عائلة بين المصريين والسوريين والألبان والبلغار واللبنانيين والأتراك والأوكرانيين وغيرهم. (على سبيل المثال، يدعى نائب حاكم أوديسا إيفان شوربادزي - Иван Чорбаджи).